# Napaeus pygmaeus
Napaeus pygmaeus es una especie de molusco gasterópodo de la familia Enidae en el orden de los Stylommatophora.

## Distribución geográfica
Es endémica de La Gomera, en las Islas Canarias (España).